# ON Semiconductor Czech Republic
ON SEMICONDUCTOR CZECH REPUBLIC, s.r.o. je česká společnost vyrábějící v Rožnově pod Radhoštěm polovodiče. Vyrábí operační zesilovače a komparátory, regulátory, spínané zdroje, kontroléry napětí, časovací obvody, napěťové reference a čipy pro automobily. Jejím vlastníkem je mezinárodní koncern ON Semiconductor (onsemi), jehož akcie byly 20. června 2023 zařazeny do indexu Nasdaq-100.

## Historie
V roce 1948 rozhodla vláda Antonína Zápotockého o převodu rozestavěných objektů národního podniku Elite v Rožnově pod Radhoštěm na národní podnik Tesla. Na počátku 90. let byla výroba polovodičů převedena na akciové společnosti Tesla Sezam a Terosil, které od roku 1993 začaly spolupracovat s koncernem Motorola. Motorola, která se postupně v obou společnostech stala největším akcionářem, v roce 1999 oba podíly společně s dalšími firmami divize SCG prodala.[zdroj?]